# Helmut Radach
Helmut Radach   (Berlín, 1 de febrer de 1915 - valor desconegut, 13 d'abril de 1999) fou un remer alemany que va competir durant la dècada de 1930.
El 1936 va prendre part en els Jocs Olímpics de Berlín, on guanyà la medalla de bronze en la prova del vuit amb timoner del programa de rem.